# Nationales Kunstmuseum Rumäniens

Das Nationale Kunstmuseum Rumäniens im Bukarester Schloss

Das Nationale Kunstmuseum Rumäniens (rumänisch Muzeul Național de Artă al României) ist ein Museum mit mehr als 70.000 Kunstwerken in der rumänischen Hauptstadt Bukarest. Es wurde 1881 von König Karl I. gegründet und ist seit dem Ende der Monarchie 1947 im ehemaligen Königlichen Schloss am Revolutionsplatz untergebracht. Direktor des Nationalen Kunstmuseums Rumäniens ist Calin Stegerean.

## Sammlung
Die Sammlung des Nationalen Kunstmuseums Rumäniens ist vor allem im Bukarester Schloss (Nationalgalerie, Galerie für altrumänische Kunst, Galerie für moderne rumänische Kunst, Galerie für europäische Kunst), aber auch in drei Nebengebäuden (Museum der Kunstsammler, Zambaccian-Museum, Pallady-Museum) untergebracht.
Die umfassende Sammlung mittelalterlicher Kunst wurde mit Werken aus Klöstern, die während der Ceaușescu-Ära zerstört worden waren, ergänzt und öffnete im Jahr 2002 wieder. In zwei weiteren Ausstellungshallen werden befristete Ausstellungen gezeigt. Die Sammlung moderner rumänischer Kunst enthält Skulpturen von Constantin Brâncuși sowie Dimitrie Paciurea und Gemälde von Theodor Aman, Nicolae Grigorescu, Theodor Pallady, Gheorghe Pătrașcu und Gheorghe Tattarescu. Die internationale Sammlung umfasst Werke Alter Meister wie Domenico Veneziano, El Greco, Tintoretto, Jan van Eyck, Jan Brueghel der Ältere, Peter Paul Rubens und Rembrandt sowie eine große Anzahl von impressionistischen Werken von Claude Monet und Alfred Sisley. 
Zu den bekanntesten Meisterwerken der Sammlung zählen  Jacopo Amigonis Porträt des Sängers Farinelli, eine Kreuzigungsszene von Antonello da Messina und Alonso Canos Christus an der Säule. Es gibt mehrere Außenstellen: das Zambaccian-Museum, das Theodor-Pallady-Museum, das Museum der Kunstsammlungen und das derzeit geschlossene Dimitrie-und-Aurelia-Ghiata-Gedächtnismuseum.